# Mylothris bernice
Mylothris bernice is een vlindersoort uit de familie van de Pieridae (witjes), onderfamilie Pierinae.
Mylothris bernice werd in 1866 beschreven door Hewitson.